# ایکاروس کوریر
ایکاروس کوریر (به انگلیسی: Ikarus_Kurir) یک هواگرد ملخ‌پیشین تک‌موتوره از نوع آمبولانس هوایی و ارتباطی ساخت شرکت Ikarbus, Belgrade است. هواگرد ایکاروس کوریر نخستین پروازش را در ۱۹۵۵ میلادی انجام داد. این هواگرد در سال ۱۹۵۵ میلادی رسماً معرفی گردید و در سال‌های ۱۹۵۸–۶۱ تولید شده‌است. در مجموع، تعداد c.145 فروند از این هواگرد ساخته شده‌است.
طراح این هواگرد، Boris Cijan and Dagoslav Petrovic بود.